# Фишер, Биргит
Би́ргит Фи́шер (нем. Birgit Fischer; род. 25 февраля 1962, Бранденбург-ан-дер-Хафель, Потсдам[…]) — немецкая спортсменка (гребля на байдарках), восьмикратная олимпийская чемпионка, 28-кратная чемпионка мира, одна из самых титулованных спортсменок в истории спорта.

## Биография
В 1984—1993 годах была замужем за немецким каноистом, серебряным призёром Олимпийских игр 1988 года Йоргом Шмидтом и выступала под фамилией Шмидт.
Завоевав первую олимпийскую золотую медаль в 1980 в Москве в заезде одиночек на 500 метров, затем увозила золотые медали со всех 6 Олимпийских игр, в которых участвовала (в 1984 году из-за бойкота командой ГДР Игр в Лос-Анджелесе была лишена возможности выступить на Олимпиаде, хотя находилась в прекрасной форме — в 1982 и 1983 годах она выиграла 6 золотых медалей на чемпионатах мира).
После игр в Сеуле-1988 и Сиднее-2000 заявляла об уходе из спорта, но неизменно возвращалась.
- Обладательница наибольшего числа золотых олимпийских медалей среди всех немецких спортсменов, как женщин, так и мужчин (делит этот рекорд со всадницей Изабель Верт)
- Делит с Лисой Кэррингтон рекорд по количеству олимпийских побед в гребле на байдарках и каноэ за карьеру (по 8)
- Единственная спортсменка (как среди женщин, так и среди мужчин), кто завоевал 12 олимпийских медалей в гребле
- Самая молодая (18 лет в 1980 году) и самая возрастная (42 года в 2004 году) олимпийская чемпионка в гребле на байдарках и каноэ
- Знаменосец сборной Германии на Олимпийских играх 2000 года в Сиднее
- 35-кратный призёр чемпионатов мира
- 7-кратный призёр чемпионатов Европы
- Спортсменка года в Германии в 2004 году

В феврале 2008 года заявила, что не будет участвовать в Играх 2008 года в Пекине (седьмых для себя), так как не успевает к ним подготовиться.
Брат Биргит Франк Фишер — 4-кратный чемпион мира по гребле на байдарках. Жена Франка Зарина Хюльзенбек (нем. Sarina Hülsenbeck, род. 1962) — олимпийская чемпионка 1980 года по плаванию в эстафете 4×100 м вольным стилем. Дочь Франка и племянница Биргит — немецкая байдарочница Фанни Фишер (род. 1986), олимпийская чемпионка 2008 года в четвёрках, дисциплине, в которой Биргит Фишер выиграла 4 олимпийских золота (1988, 1996, 2000 и 2004). Муж Фанни Фишер Рональд Рауэ — двукратный олимпийский чемпион по гребле на байдарках.